# Paweł Zuchniewicz
Paweł Zuchniewicz (ur. 14 maja 1961) – polski dziennikarz, autor książek, dźwiękowych reportaży i słuchowisk poświęconych papieżowi Janowi Pawłowi II. Obsługiwał pielgrzymki Jana Pawła II do Polski, a także międzynarodowe spotkania z udziałem papieża.

## Życiorys
Absolwent IX LO im. Klementyny Hoffmanowej w Warszawie. W 1986 ukończył studia na Wydziale Dziennikarstwa Uniwersytetu Warszawskiego, a w 1988 Instytut Studiów nad Rodziną przy Akademii Teologii Katolickiej (obecnie Uniwersytet Kardynała Stefana Wyszyńskiego). Od 1990 do 2002 pracował w Polskim Radiu. 
Żonaty, troje dzieci. Mieszka w Warszawie.

## Ważniejsze książki
- Cuda Jana Pawła II (najlepiej sprzedająca się książka w Polsce w literaturze faktu w 2006 r.)
- Papież nadziei
- Wujek Karol. Kapłańskie lata papieża
- Szukałem was
- Lolek. Młode lata papieża
- Ojciec wolnych ludzi. Opowieść o prymasie Wyszyńskim - Wyd. ZNAK (2011), ISBN 978-83-240-1763-8[1]
- Papież Bożego Narodzenia, Wyd. Fundacja Orszak Trzech Króli, Warszawa 2018, 164 s., ISBN 978-83-942349-9-7.